# Muruwarik
A Muruwari, (más formában Murawari, Murawarri, Murrawarri), Új-Dél-Wales állam és Queensland délnyugati részén élő ausztrál őslakos nép.

## Nyelv
A muruwari nyelvről szóló tanulmányt és szótárat Lynette Oates adta ki.

## Terület

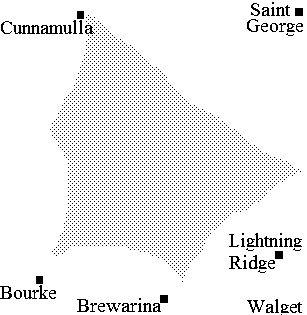
A muruwarik hagyományos területe

A muruwari nép földjei mintegy 16 000 km2 -en terülnek el Barringun körül, Queensland és Új-Dél-Wales határán, északra egészen Mulga Downs-ig és Weeláig terjednek Új-Dél-Walesben. A területhez tartozik Enngonia a Warrego folyónál; Brenda és Weilmoringle a Culgoa folyónál, valamint Milroy, délre egészen Collerina környékéig.

## Kapcsolatba lépés az európaiakkal
Thomas Mitchell felfedező a Carpentaria-öbölbe vezető útvonalat kereső útja során 1846-ban felmérte a Culgoa és a Balonne folyók környékét, egy wiradjuri vezetőre és tolmácsra, Yuranigh-ra támaszkodva. 1845-ben a fia, Roderick Mitchell, aki a koronaföldek biztosa volt, állattenyésztők beszámolóit hallva a terület gazdag legelőiről, elkezdte feltérképezni azt. 1850-re a szabályozás lehetővé tette, hogy a telepesek 130 négyzetkilométer földet vegyenek birtokba 14 éves bérleti szerződésekkel. A földhasználat miatt ellenségeskedés alakult ki a telepesek és az őslakosok között, és a következő években több gyilkosságra, sőt, mészárlásokra került sor.
Sok muruwari a már kialakult állomásokhoz kötődött, és ott dolgozott, kivéve azokat az időszakokat, amikor vallási szertartásaik vagy a „bozótba járás” miatt szabadságot kellett kivenniük: az akkori újságok beszámolói kiemelik Thomas Caddell tatalai állomását, amelyet Frederick Wherritt vezetett, mint olyan állomást, ahol az őslakók és európaiak közötti kapcsolattartást „tapintattal és emberséggel” vezették. Wherritt megközelítése kifizetődött: több száz juhot mentettek meg az 1861-es árvíz idején, amikor a helyi feketék úgy mentették meg őket, hogy felhajtották őket a terület egyetlen magasabb, száraz részére.

## A népcsoport más megnevezései
- Murawari, Murawarri, Murrawarri, Muruworri, Muruwurri
- Murueri
- Moorawarree, Moorawarrie
- Marawari[5]

## Fordítás
Ez a szócikk részben vagy egészben  a   Muruwari című angol Wikipédia-szócikk ezen változatának fordításán alapul.  Az eredeti cikk szerkesztőit annak laptörténete sorolja fel. Ez a jelzés csupán a megfogalmazás eredetét és a szerzői jogokat jelzi, nem szolgál a cikkben szereplő információk forrásmegjelöléseként.